# Osiedle Władysława Łokietka (Poznań)
Osiedle Władysława Łokietka – osiedle mieszkaniowe, a jednocześnie jednostka obszarowa Systemu Informacji Miejskiej (SIM), która jest otoczona terenem jednostki obszarowej SIM Naramowice na osiedlu samorządowym Naramowice w Poznaniu. Zabudowę osiedla stanowi 14 budynków mieszkalnych 5-kondygnacyjnych, a także między innymi pawilony handlowe, urząd pocztowy, ośrodek zdrowia i apteka oraz siedziba administracji osiedla.

## Położenie
Według Systemu Informacji Miejskiej jednostka obszarowa Osiedle Władysława Łokietka znajduje się w granicach:
- od wschodu: w prostej linii od ulicy Jasna Rola do ulicy Łużyckiej;
- od południa i zachodu: ulicą Łużycką;
- od północy: zewnętrzną drogą otaczającą osiedle od ulicy Naramowickiej do ulicy Jasna Rola.

## Oświata
- Zespół Szkolno- Przedszkolny nr 1[3][4]:
  - Przedszkole nr 187
  - Szkoła Podstawowa nr 35
- Zespół Szkół Ogólnokształcących nr 5 im. Władysława Łokietka:
  - Gimnazjum nr 10 (zlikwidowane w 2012[5])
  - Liceum Ogólnokształcące nr 24[6]

## Galeria zdjęć

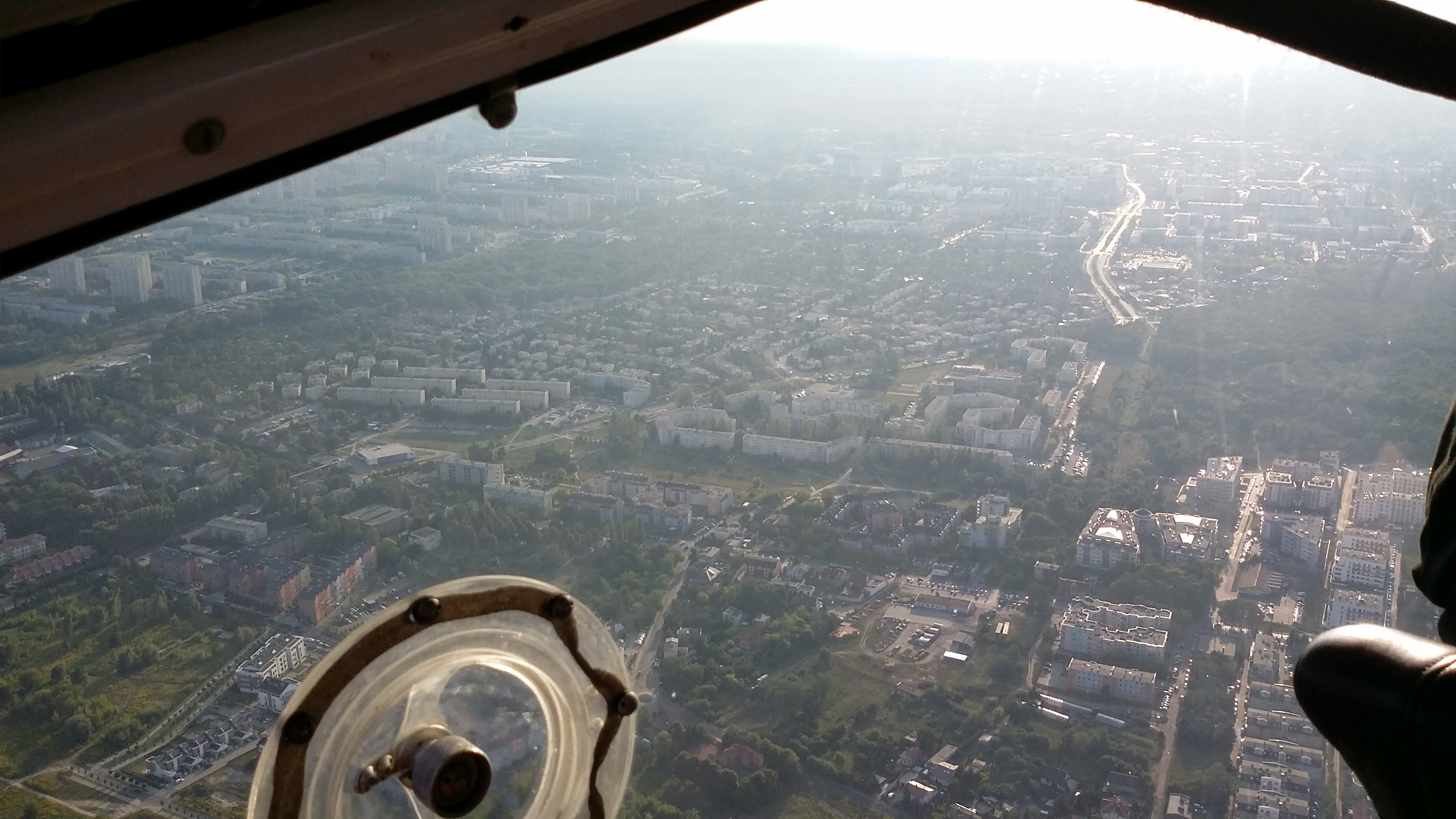
Widok z lotu ptaka na osiedle Władysława Łokietka
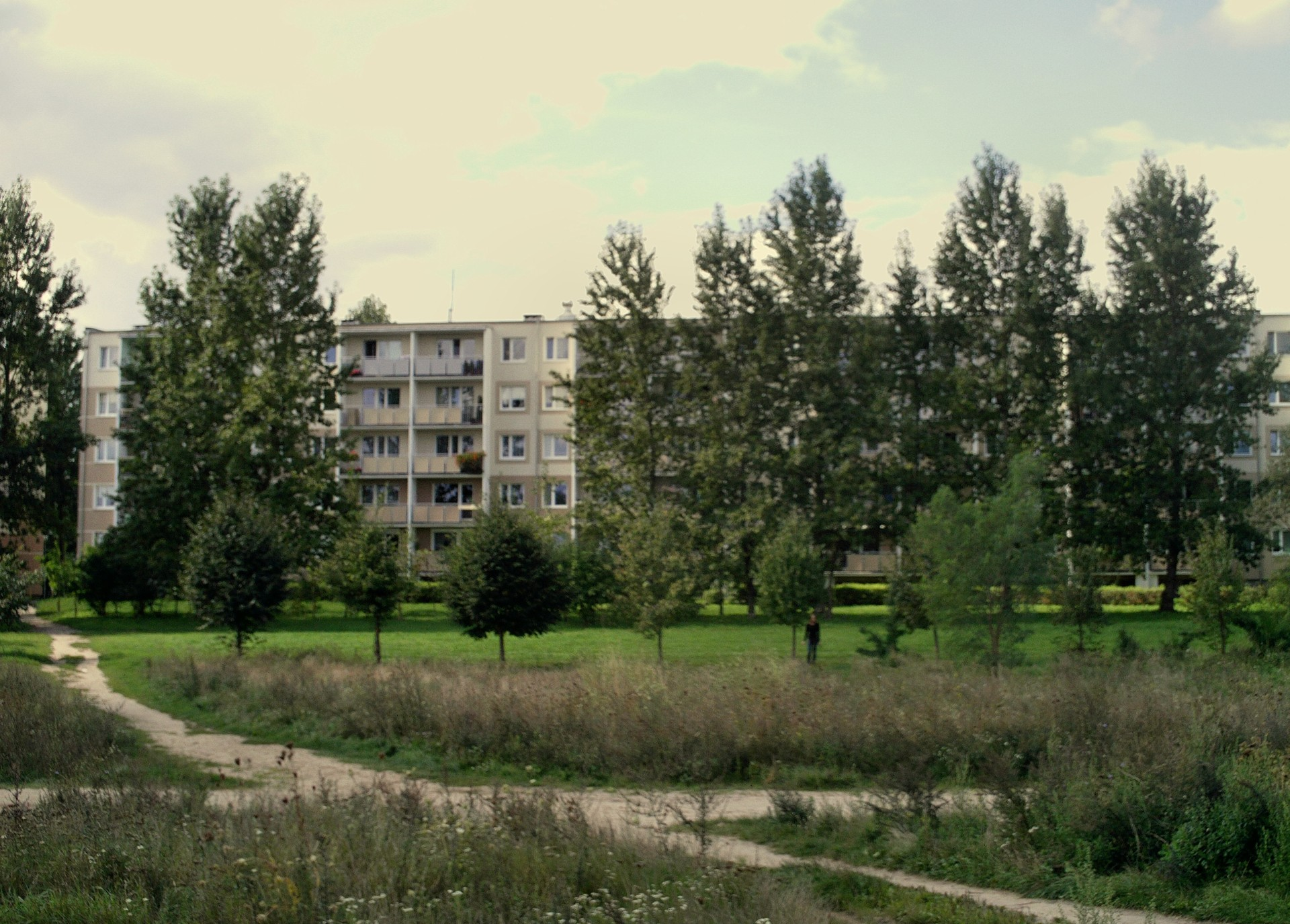
Widok na osiedle od strony ul. Jasna Rola (2010)
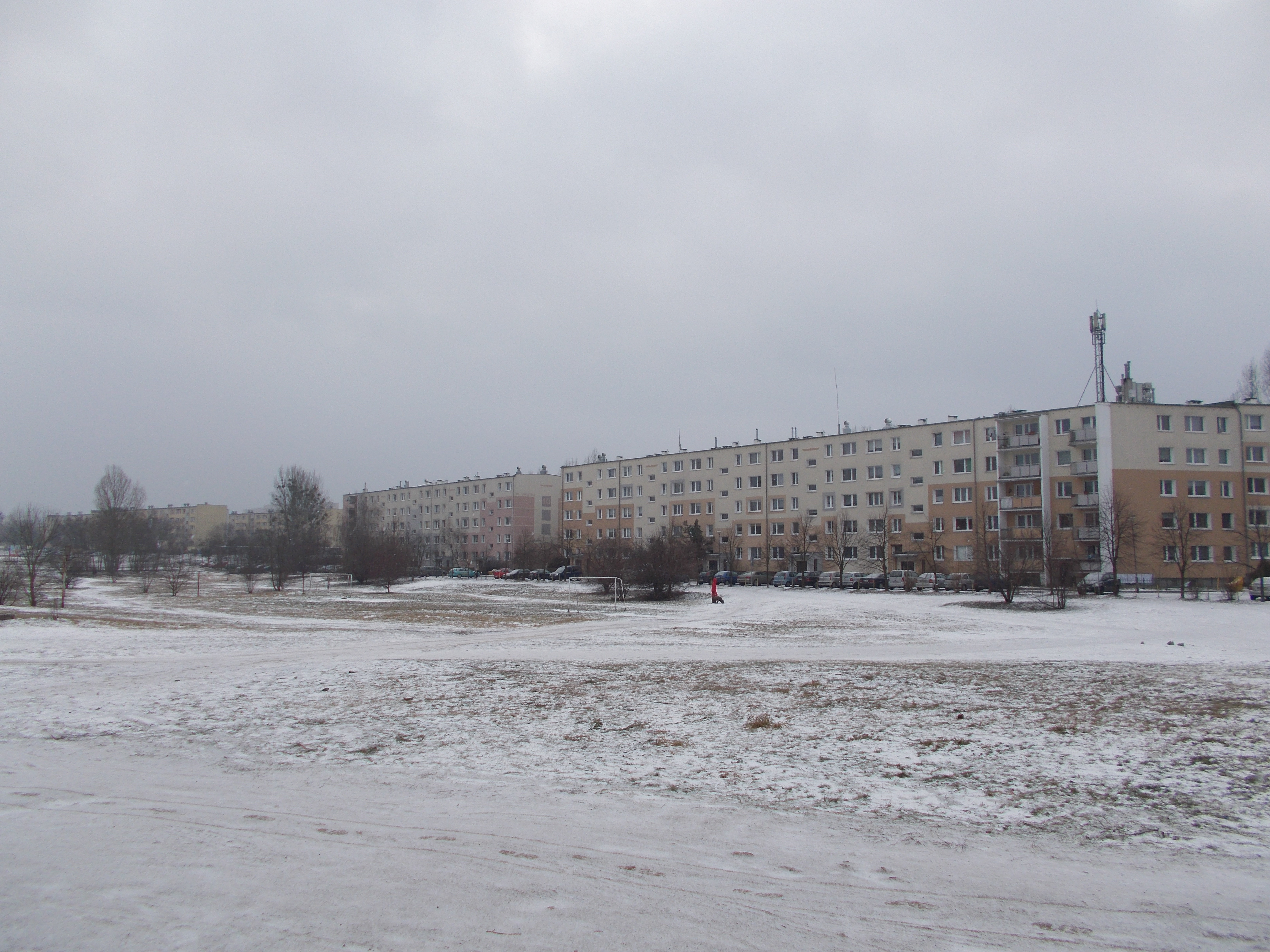
Osiedle z perspektywy ulicy Jasna Rola (2016)

## Komunikacja miejska
- autobusy: 146, 169, 214 (nocny), 224 (nocny) do przystanków: Os. Łokietka I lub Kupały na ulicy Łużyckiej[7][8]